# Алабак (остров)
Вижте пояснителната страница за други значения на Алабак.
Алабак (на английски: Alabak Island) е предимно покрит с лед хълмист остров в залива Барилари край Бряг Греъм, Антарктически полуостров, Антарктика.
Наименуван е на рида Алабак в Западни Родопи на 21 ноември 2014 г.

## Описание
Отделен е от полуостров Велинград на запад с проток широк 500 m, образуван при отдръпването на ледената шапка в района през 1990-те години. Дължината му е 1,35 km по направление изток – запад, има ширина 670 m. Разположен е на 4,74 km югоизточно от нос Форвег и 11,15 km югозападно от нос Дейвис на полуостров Облигадо.

## Картографиране
Британско картографиране през 1971 г.

## Карти
- British Antarctic Territory Архив на оригинала от 2014-12-09 в Wayback Machine.. Scale 1:200000 topographic map. DOS 610 Series, Sheet W 65 64. Directorate of Overseas Surveys, Tolworth, UK, 1971
- Antarctic Digital Database (ADD). Scale 1:250000 topographic map of Antarctica. Scientific Committee on Antarctic Research (SCAR). Since 1993, regularly upgraded and updated